# The Girl from Plainville
The Girl from Plainville est une série télévisée américaine en huit épisodes d'environ 45 minutes créée par Liz Hannah et Patrick Macmanus, diffusée entre le 29 mars et le 3 mai 2022 sur la plateforme Hulu, et au Canada sur W Network.

## Synopsis
La série explore les événements qui ont conduit à la mort de Conrad Roy et à la condamnation de sa petite amie Michelle Carter pour homicide involontaire.

## Distribution
Sauf indication contraire, les informations mentionnées dans cette section peuvent être confirmées par les bases de données cinématographiques IMDb et Allociné,  présentes dans la section « Liens externes ».

### Acteurs principaux
- Elle Fanning (VF : Zina Khakhoulia) : Michelle Carter
- Colton Ryan (en) (VF : Clément Moreau) : Conrad « Coco » Roy III
- Chloë Sevigny (VF : Gaëlle Savary) : Lynn Roy
- Norbert Leo Butz : Conrad « Co » Roy II
- Cara Buono (VF : Marie Chevalot) : Gail Carter
- Kai Lennox : David Carter

### Acteurs secondaires
- Peter Gerety : Conrad Roy, Sr.
- Michael Mosley (VF : Jérémie Bédrune) : Joseph Cataldo
- Kylie Liya Page (VF : Marie Perret) : Cassie Wilkins
- Ella Rubin (VF : Ségolène Alunni) : Natalie Gibson
- Callie Brook McClincy (VF : Uriell Semmel) : Hayden Carter
- Ella Kennedy Davis : Sydney Roy
- Pearl Amanda Dickson (VF : Joséphine Ropion) : Susie Pierce
- Sharik Khan : Adam
- Jeff Wahlberg : Rob Mahoney

 Source et légende : version française (VF) sur RS Doublage

## Épisodes
1. Les amants maudits et autres récits (Star-Crossed Lovers and Things Like That)
2. Tortue (Turtle)
3. Je n'ai jamais (Never Have I Ever)
4. Je ne peux pas combattre ce sentiment (Can't Fight This Feeling)
5. Boule à facettes (Mirrorball)
6. Parler, c'est guérir (Talking Is Healing)
7. Pauvre adolescente (Teenage Dirtbag)
8. Titre français inconnu (Blank Spaces)